# Новоселова (Тюменская область)
Новоселова — деревня в Тобольском районе Тюменской области, входит в состав Ушаровского сельского поселения.
Автобусное сообщение. Находится на берегу реки Тайма.

## История
Деревня Новоселова (Хрущева) расположена при рч. Тайме, на проселочной дороге. В 1912 году относилась к Кугаевской волости Тобольского уезда Тобольской губернии. Находилась в 15 верстах от волостного центра и в 29 верстах от губернского центра. Число жителей 233.

## Население
| 2010 |
| ---- |
| 31   |